# 223 (singolo)
223 è un singolo del rapper italiano DrefGold, pubblicato il 15 maggio 2020 come secondo estratto dal secondo album in studio Elo.

## Tracce
Testi di Diego Vincenzo Vettraino e Elia Specolizzi.
1. 223 – 2:26

## Classifiche
| Classifica (2020) | Posizione massima |
| ----------------- | ----------------- |
| Italia            | 92                |